# St Asaph
St Asaph (ˈæsəf; wal. Llanelwy ɬanˈɛlʊɨ̯) ist eine Kleinstadt und Community (wal. cymuned) in Denbighshire in Nordwales am Fluss Elwy. Sie befindet sich in der traditionellen Grafschaft Flintshire und gilt laut der Volkszählung von 2011 mit 3.355 Einwohnern als zweitkleinste City in Großbritannien in Bezug auf die Einwohnerzahl.
In der Nähe befinden sich die Küstenstädte Rhyl, Prestatyn, Abergele, Colwyn Bay und Llandudno sowie die historischen Burgen von Denbigh und Rhuddlan. St Asaphs Partnerstadt ist Bégard in Brittany, Frankreich.
Der Stadtrat umfasst zwei Bezirke (engl. wards), die jeweils sieben Stadträte wählen. Der Vorsitzende des Rates ist Bürgermeister Colin Hardie.

## Geschichte
Die ersten Bewohner des „Tals von Elwy“ lebten bei Pontnewydd (wal. Bontnewydd), einer nahe gelegenen Ausgrabungsstätte der Altsteinzeit, die 1978 von einem Team der Universität von Wales unter der Leitung von Stephen Aldhouse Green freigelegt wurde. Zähne und Teile eines 1981 ausgegrabenen Kieferknochens wurden auf eine Zeit von vor 225.000 Jahren datiert. Dieser Standort ist der nordwestlichste Standort in Eurasien, an dem Überreste früher Hominiden entdeckt wurden und wird als international bedeutend angesehen. Aufgrund der Morphologie und des Alters der Zähne, insbesondere der Anzeichen von Taurodontie, wird angenommen, dass diese zu einer Gruppe von Neandertalern gehören, die in einer Warmzeit im Tal von Elwy Jagd auf Wild machten.

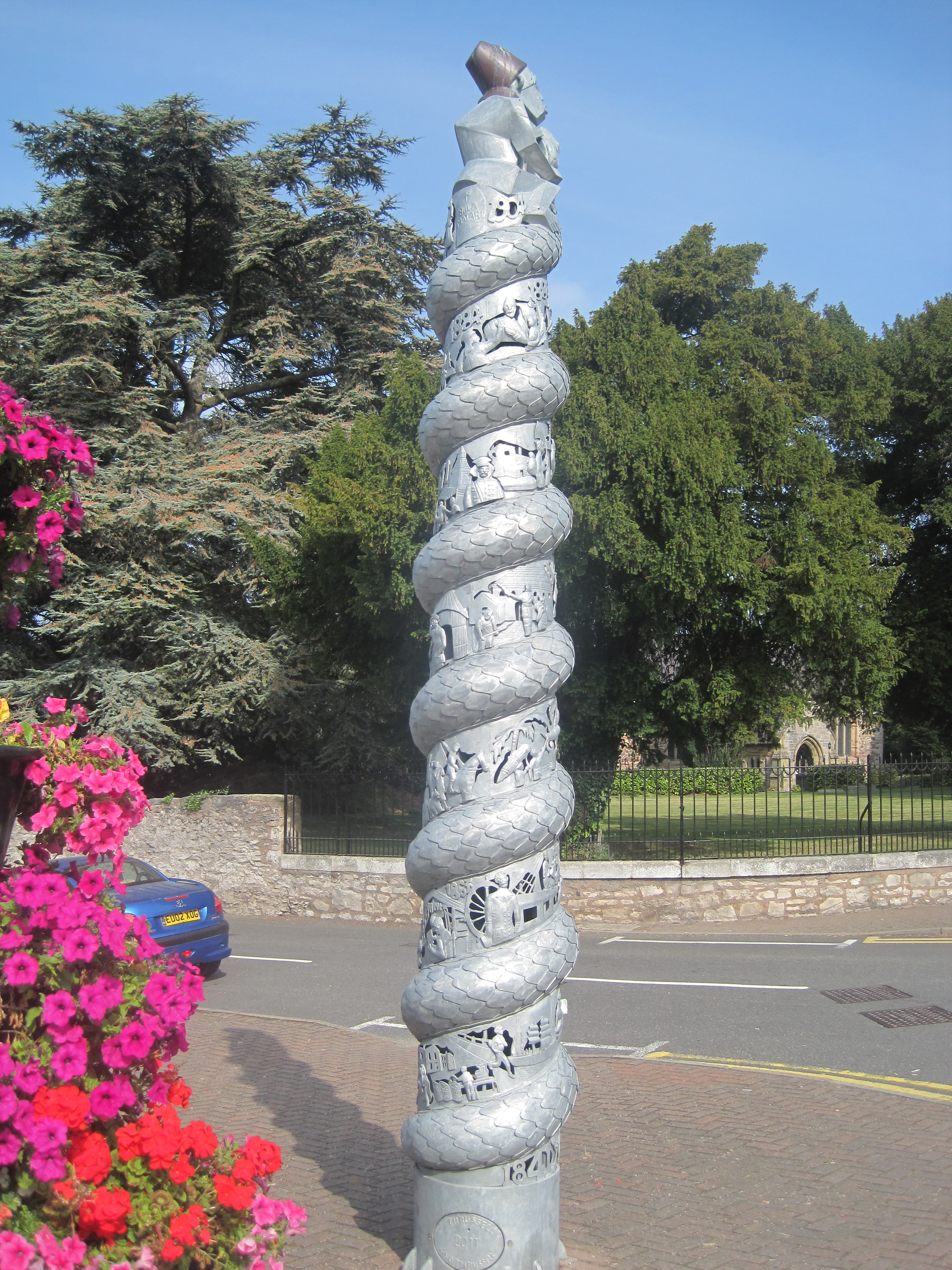
H. M. Stanley-Denkmal

In neuerer Zeit postulieren Historiker, dass die römische Festung von Varae an der Stelle der heutigen Kathedrale stand; es wird jedoch angenommen, dass sich die Stadt um ein keltisches Kloster aus dem 6. Jahrhundert herum entwickelt hat, das vom Heiligen Mungo (St. Kentigern) gegründet wurde. Heute befindet sich dort die kleine Kathedrale von St Asaph aus dem 14. Jahrhundert, die St. Asaph († 596; wal. Asaff) gewidmet ist, dem zweiten Bischof.
Die Kathedrale hat eine wechselvolle Geschichte: im 13. Jahrhundert brannten die Truppen von Edward I. von England die Kathedrale fast bis auf die Grundmauern nieder und im Jahr 1402 kam es zur Erstürmung durch Truppen von Owain Glyndŵr, die schwere Schäden an den Einrichtungsgegenständen zurückließen. 250 Jahre später, während der Zeit des Commonwealth, wurde das Gebäude zur Unterbringung von Nutztieren wie Schweinen, Rindern und Pferden verwendet.
Die Gesetze zur Eingliederung von Wales 1535–1542 ordneten St Asaph Denbighshire zu. Ab 1542 war es jedoch zeitweise aus Wahlgründen  Flintshire zugehörig und zwischen dem 1. April 1974 und dem 1. April 1996 Teil des nicht-metropolitanen Clwyd.
Das 2012 geschlossene Krankenhaus der Stadt, das St Asaph Union Workhouse, wurde später zu Ehren von Sir Henry Morton Stanley in H. M. Stanley Hospital umbenannt; das örtliche Hospiz trägt den Namen des Heiligen Sankt Kentigern.
Das Original der „Walisischen Bibel“, die von William Morgan übersetzt wurde, wird in der Kathedrale der Stadt öffentlich ausgestellt.

## Stadtrechte
Als Sitz einer mittelalterlichen Kathedrale und einer Diözese galt St Asaph historisch bereits als City, und die Encyclopædia Britannica von 1911 bezeichnet sie auf dieser Grundlage ebenfalls als City. Die britische Regierung stellte jedoch klar, dass St Asaph die einzige der 22 alten Kathedraldiözesen in England und Wales ist, die nicht den Status einer City erhalten hat.

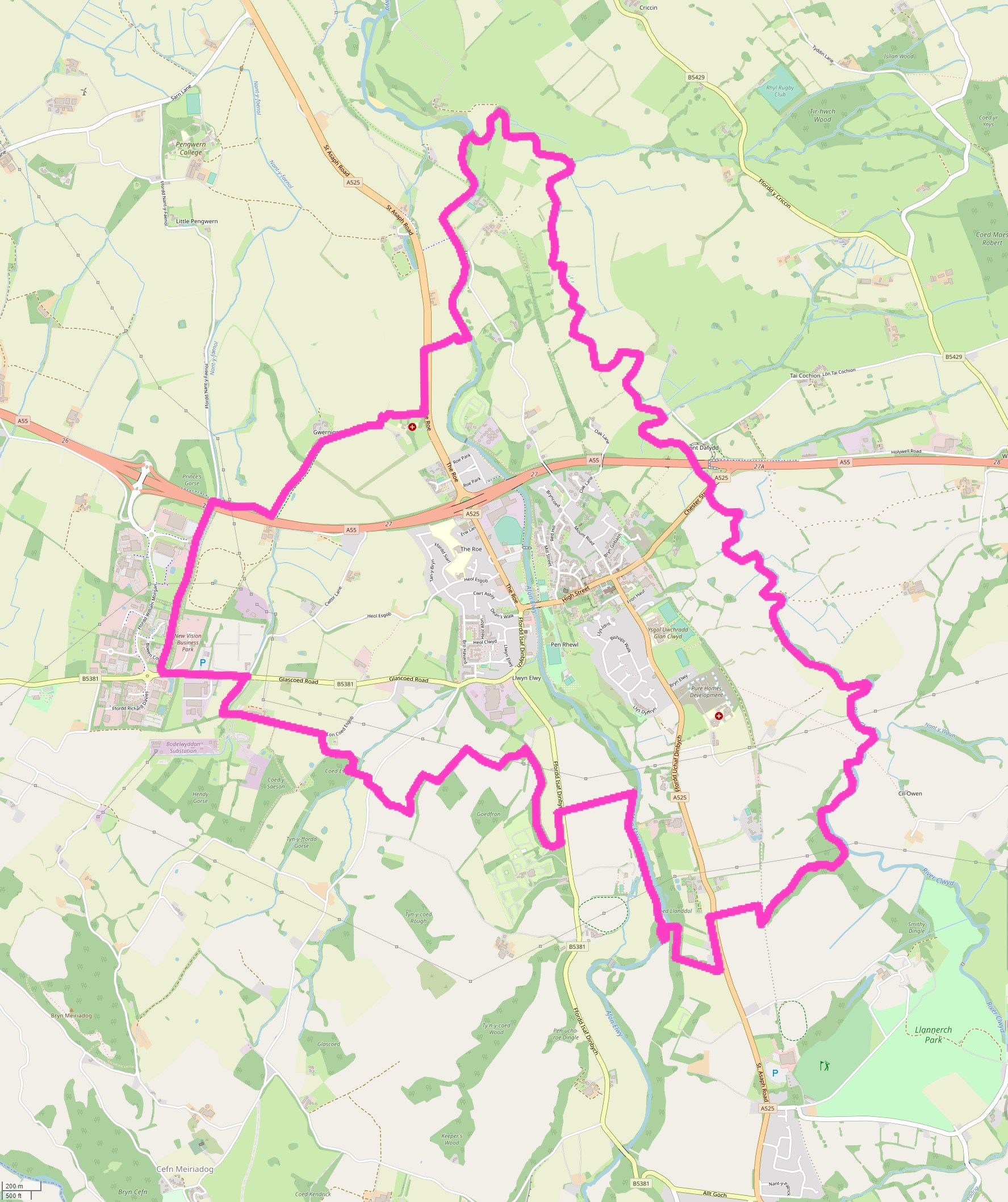
Stadtgebiet von St Asaph

St Asaph beantragte wiederholt den City-Status in Wettbewerben der britischen Regierung anlässlich der Millenniumsfeierlichkeiten zur Jahrtausendwende in den Jahren 1999/2000 und anlässlich des goldenen Thronjubiläums von Elisabeth II. im Jahr 2002, war damit jedoch erst 2012 zum diamantenen Thronjubiläum von Elisabeth II. erfolgreich. Am 14. März 2012 wurde bekannt gegeben, dass St Asaph neben Chelmsford und Perth den City-Status erhalten wird, der am 1. Juni 2012 offiziell mittels Letters Patent erteilt wurde.
Der City-Status wird in der Regel an eine regionale Verwaltung vergeben, deren Verwaltungsbereich dann als formelle Grenze der City gilt. Nach dieser Definition wird das gesamte Gemeindegebiet von St Asaph als Ausdehnung der City angesehen, einschließlich ihres städtischen Ballungsgebiets sowie ländlicher Gebiete und Forsten.
St Asaph hat die zweitniedrigste Einwohnerzahl von allen Citys Großbritanniens und die zweitniedrigste Fläche mit 1,3 km²; nur St Davids ist mit 1.841 Einwohnern und einer Fläche von 0,60 km² kleiner.
Im Bezug auf die formale Größe, die sich durch ihre Gemeinderatsfläche von 6,4 km² definiert, sind zwei andere Citys im Vereinigten Königreich kleiner als St Asaph: die City of London mit 2,9 km² und Wells mit 5,5 km². In Wales selbst hat St Asaph das kleinste Gemeindegebiet, wobei Bangor mit 7,2 km² knapp an zweiter Stelle liegt.
Noch bevor St Asaph 2012 offiziell den City-Status verliehen bekam, bezeichnet sich der Gemeinderat bereits als „City of St Asaph Town Council“. Auch einige örtliche Firmen führten bereits den Titel „City“ im Firmennamen.

## Wirtschaft
Der wirtschaftliche Erfolg stellte sich mit der Eröffnung der Schnellstraße A55, dem North Wales Expressway, im Jahr 1970 ein, die den Ost-West-Verkehr an der Stadt entlang führt, und in neuerer Zeit durch die Errichtung eines Gewerbegebietes, das nationale als auch ausländische Investoren anzog.
Die Gemeinde ist Stolz auf den historisch abgeleiteten Anspruch den Stadtstatus zu besitzen, nach ihrer walisischen Schwestergemeinde St. Davids. Das führte dazu, dass einige örtliche Unternehmen „City“ als Teil ihres Firmennamens führen und die Stadt als „Stadt der Musik“ (engl. City of Music) bezeichnet wird.
Jedes Jahr veranstaltet die Stadt das „North Wales International Music Festival“, ein klassisches Musikfestival, das in der Kathedrale von St Asaph und an weiteren Orten in der Stadt stattfindet. Das Festival wurde 1972 von William Mathias ins Leben gerufen und zieht jährlich Musiker und Musikliebhaber aus ganz Wales und darüber hinaus an. In den vergangenen Jahren wurde das Hauptereignis des Festivals, das im September in der Kathedrale stattfindet, von der BBC im Fernsehen übertragen.
Weitere jährliche Veranstaltungen in der Stadt sind das Kunsthandwerksfestival „Woodfest Wales“ im Juni, der Wohltätigkeitslauf „Beat the Bounds“ im Juli und der „Gala Day“ im August.

## Bildung und Verkehr
In St. Asaph befindet sich mit der Ysgol Glan Clwyd eine walisische Mittelschule, die 1956 in Rhyl eröffnet wurde und 1969 nach St Asaph übersiedelte; sie war die erste Mittelschule in Wales.
Die überfüllten Straßen in St Asaph sind seit vielen Jahren ein stark diskutiertes politisches Thema. In den letzten Jahren hat das zunehmende Verkehrsaufkommen auf der A525, der St Asaph High Street, die die A55 mit dem Clwyd Valley, Denbigh und Ruthin verbindet, zu starken Verkehrsstaus in der Stadt geführt.
Diese Überlastung wirkt sich nachteilig auf die Stadt aus und die Einwohner forderten wiederholt eine Umgehungsstraße in Nord-Süd-Richtung. Die Nationalversammlung für Wales lehnte dieses Gesuch jedoch 2004 ab.

## Kirchen
Neben der Kathedrale besitzt St Asaph fünf weitere Kirchen, die alle wichtigen christlichen Glaubensrichtungen in Wales abdecken.
Die Pfarrkirche von St Asaph und St Kentigern am unteren Ende der High Street gehört zur Church in Wales und vertritt den Anglikanismus. Auf der anderen Seite des Flusses, in der Lower Denbigh Road, befindet sich die Penniel Kapelle der walisischen Methodisten und auf halber Höhe der High Street liegt die baptistische Gemeindekirche von Llanelwy. Am oberen Ende der Stadt, in der Chester Street, liegen die römisch-katholische St Winifrides Kirche sowie die walisisch-presbyterianische Bethlehemskapelle am Bronwylfa Square.

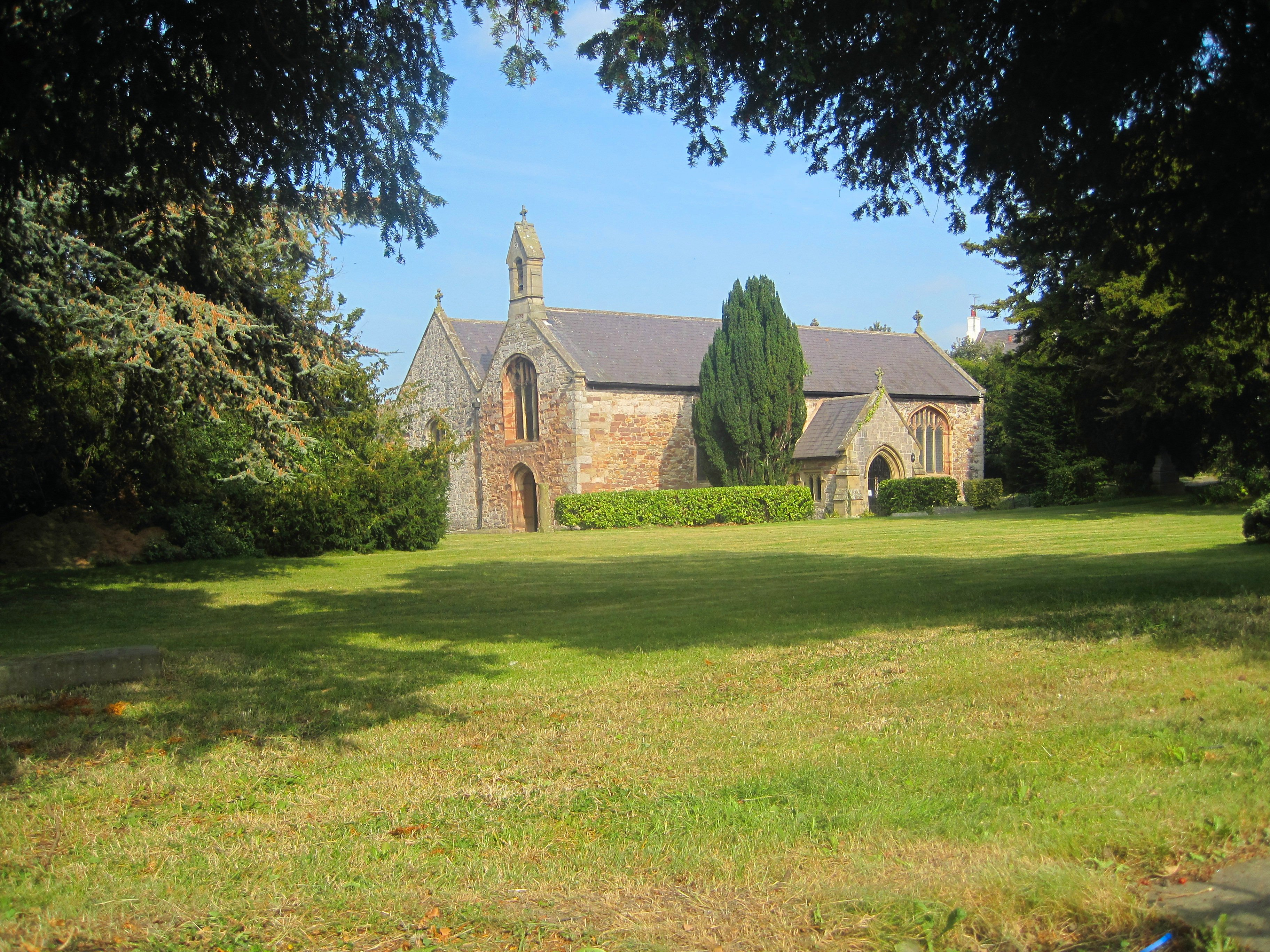
Kirche von St Kentigern und St Asa
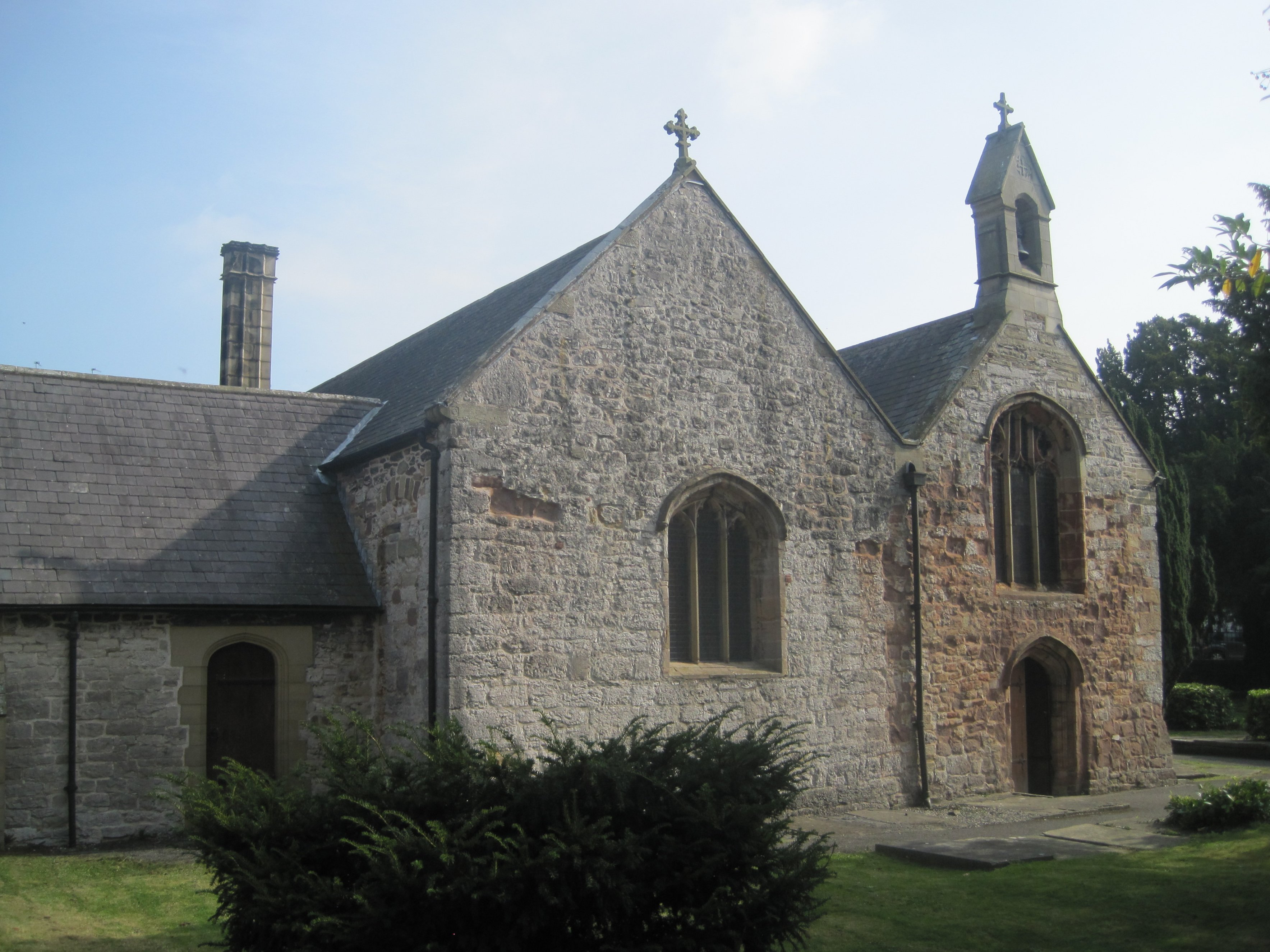
Kirche von St Kentigern und St Asa
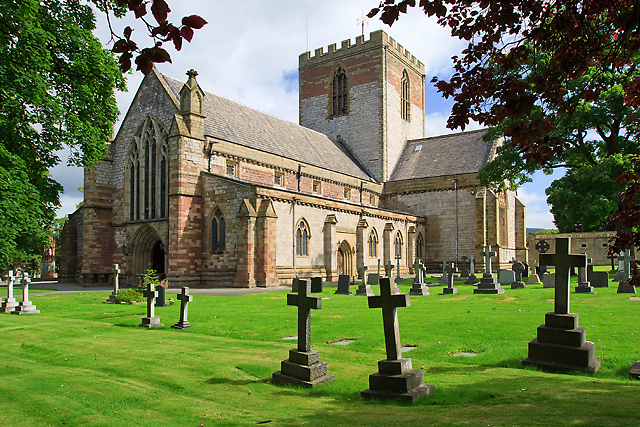
Kathedrale
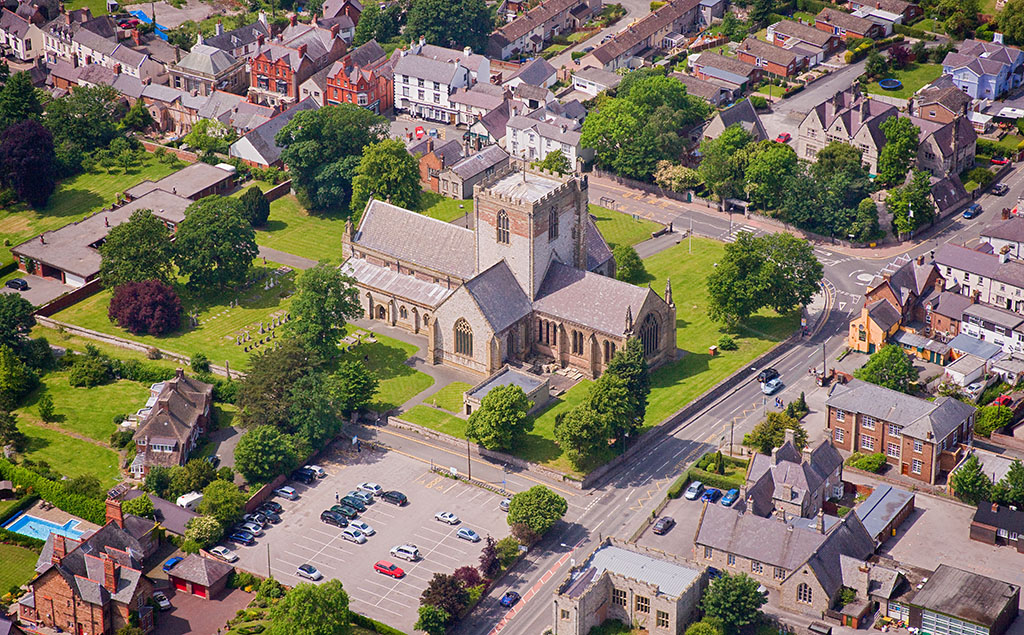
Luftaufnahme der Kathedrale

## Söhne und Töchter der Stadt
Eine Reihe berühmter Persönlichkeiten sind eng mit St Asaph verbunden, da sie in der Stadt geboren wurden, gelebt oder gearbeitet haben, oder dort aufgewachsen oder verstorben sind. Hierzu gehören:

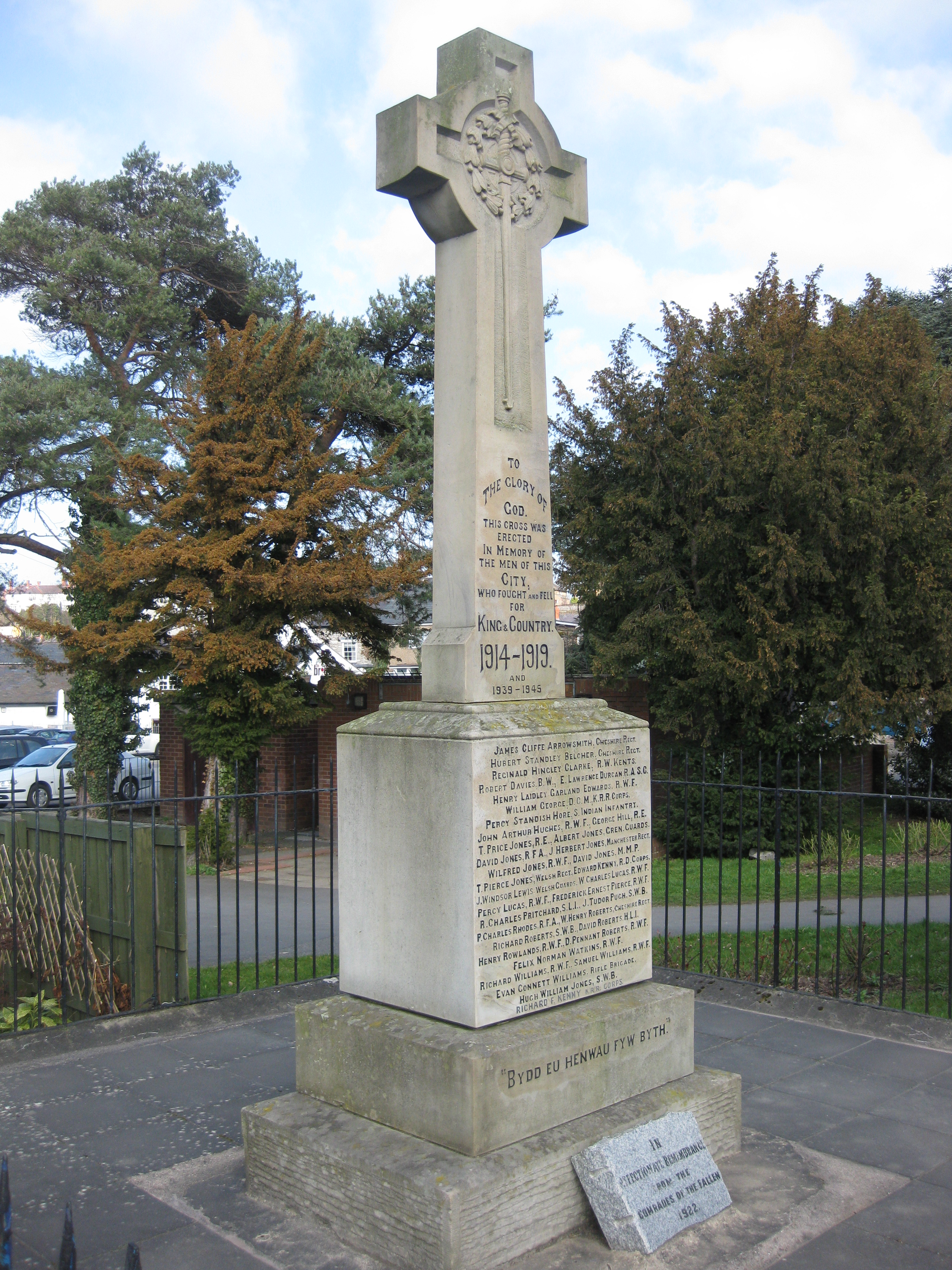
Kriegsdenkmal

- Geoffrey von Monmouth (~1100–1154), Geistlicher und Historiker; Erzdiakon von Llandaff und Bischof von St. Asaph (dessen Amt er mutmaßlich nie antrat)
- Rev. William Morgan (1545–1604), Bischof von Llandaff und St. Asaph, der die Bibel ins Walisische übersetzte (Y Beibl cyssegr-lan sef Yr Hen Destament, a'r Newydd)
- Dic Aberdaron (1780–1843), walisischer Gelehrter und Polyglott, dessen Schriften in der Kathedrale von St Asaph aufbewahrt werden und der in der Pfarrkirche von St Asaph beigesetzt wurde
- Thomas Vowler Short (1790–1872), Geistlicher und Bischof von St Asaph
- G. W. Hemans (1814–1885), Architekt und Ingenieur; Eisenbahnplaner und Sohn der Dichterin Felicia Hemans[12]
- Sir Henry Morton Stanley (1841–1904), britisch-amerikanischer Journalist und Afrikaforscher
- Rev. Dr. Alfred George Edwards (1848–1937), anglikanischer Erzbischof, Bischof von St. Asaph und Primas der Church in Wales
- William Mathias (1934–1992), Komponist, der in der Kathedrale von St Asaph beigesetzt wurde
- Geoffrey James (* 1942), Fotograf
- Eddie McDonald (* 1959), Musiker und Bassist der Band The Alarm
- Ian Rush (* 1961), ehemaliger Fußballspieler und -trainer; Nationalspieler der walisischen Fußballnationalmannschaft
- Ian Shaw (* 1962), Jazzsänger, Pianist, Schauspieler und Musikproduzent
- Julian Hodgson (* 1963), professioneller Schachspieler und Sachbuchautor
- Greg Davies (* 1968), Komiker und Schauspieler
- Carl Sargeant (1968–2017), Politiker der Welsh Labour Party
- David Harrison (* 1972), ehemaliger Flat-Racing-Jockey
- Richard Ian Cox (* 1973), Schauspieler und Synchronsprecher
- Lisa Scott-Lee (* 1975), Sängerin und Mitglied der Dance-Pop-Band Steps
- Eifion Lewis-Roberts (* 1981), Rugby-Union-Spieler
- Becky Brewerton (* 1982), Berufsgolferin der Ladies European Tour und Mitglied der Ladies Professional Golf Association (LPGA)
- Ian Flanagan (* 1982), ehemaliger Tennisspieler
- Mark Webster (* 1983), professioneller Dartspieler
- Mark Evans (* 1985), Theater- und Filmschauspieler, Filmregisseur, Folksänger, Tänzer und Choreograf
- Victoria Thornley (* 1987), Ruderin und 2017 Europameisterin im Einer
- Dyddgu Hywel (* 1989), Rugbyspielerin
- Neil Taylor (* 1989), Fußballspieler; Nationalspieler der walisischen Fußballnationalmannschaft
- Morgan Boyes (* 2001), Fußballspieler

## Quellnachweise
1. ↑  St Asaph—John Wells's phonetic blog, 15, März 2012. Abgerufen am 1. April 2012
2. ↑  BBC News—St Asaph in north Wales named Diamond Jubilee city Abgerufen: 14. März 2012
3. ↑  Office for National Statistics 2011 census - St. Asaph C
4. ↑  Cathedral to New Inn. St Asaph City Council, abgerufen am 4. Oktober 2018.
5. 1 2  Councillors. Archiviert vom Original am 25. Mai 2013.
6. ↑  T. W. Pritchard St Asaph Cathedral Guidebooks
7. ↑  St Asaph: A new Diamond city for North Wales. In: GOV.UK. 14. März 2012 (englisch): „www.nationalarchives.gov.uk/doc/open-government-licence/version/3/ Contains public sector information licensed under the Open Government Licence v3.0.“
8. ↑  Welcome to St Asaph. In: www.stasaph.co.uk. Archiviert vom Original am 30. Mai 2000.
9. ↑   Three towns win city status for Diamond Jubilee In: BBC News, 14. März 2012
10. ↑  
London Gazette. Nr. 60167,  HMSO, London, 11. Juni 2012, S. 11125 (Digitalisat, englisch).
11. ↑  Corby City Bid. In: www.corby.gov.uk. Corby Borough Council: „Applications may only be made by an elected local authority – normally, in respect of the entire local authority area.“
12. ↑  George Willoughby Hemans. In: Grace's Guide. Abgerufen am 6. Juli 2017.